# Christophe Point
Christophe Point (ur. 26 maja 1965) – francuski piłkarz grający w latach 1981–1995 w klubie SM Caen na pozycji obrońcy. W latach 2002–2005 był trenerem klubu US Avranches. Urodził się w Nantes we Francji.